# No Smoke Without Fire
No Smoke Without Fire je devátým studiovým albem rockové skupiny Wishbone Ash. Po letech to bylo jejich nejtvrdší album, představující hity jako singl "You See Red" a vícedílnou epickou skladbu "The Way of the World." Mnozí fanoušci toto album považovali za návrat od flirtu s "americkým" soundem k původnímu soundu předešlých tří alb.
Po turné k tomuto albu v roce 1978 si skupina udělala jednoroční přestávku.

## Seznam skladeb
Všechny skladby složil a otextoval Laurie Wisefield, pokud není uvedeno jinak.

### Strana 1
1. "You See Red" – 6:05
2. "Baby the Angels Are Here" (Martin Turner) – 4:50
3. "Ships in the Sky" – 3:00
4. "Stand and Deliver" – 7:35

### Strana 2
1. "Anger in Harmony" (Andy Powell/Wisefield/Turner) – 5:06
2. "Like a Child" (Turner) – 5:01
3. "The Way of the World (Part 1)" – 4:01
4. "The Way of the World (Part 2)" – 5:32

## Obsazení
- Martin Turner – baskytara, zpěv
- Andy Powell – kytara, zpěv
- Laurie Wisefield – kytara, zpěv
- Steve Upton – bicí